# Alexandre Bulart i Rialp
Alexandre Bulart i Rialp (Barcelona, 7 d'agost de 1889 — Barcelona, 26 d'agost de 1949) fou un advocat i escriptor.

## Biografia
Va néixer al carrer dels Tallers de Barcelona, fill d'Alexandre Bulart i Calvet, natural de Barcelona, i de Rosa Rialp i Navinès, natural de Ripollet.
S'especialitzà en temes mercantils, i fou elegit membre de l'Acadèmia de Jurisprudència i Legislació el 1929. Fou secretari de la mantenidoria catalana del Felibritge els anys trenta i promogué les relacions catalanooccitanes.
Col·laborà a La Tralla, participà diverses vegades als Jocs Florals de Barcelona, dels quals en fou secretari el 1931, i publicà diverses novel·les i llibres d'assaig.
Es va casar en primeres núpcies amb Angelina Damians i Sabadell (*-1944), poeta i traductora, filla del regidor de l'Ajuntament de Barcelona Lluís Damians i Tarí, i posteriorment, en segones núpcies, amb Mercè Calvó i Renter (1903-1995).

## Obres
- El relliscall (1922), novel·la
- De les meves tresqueres (1928), llibre de viatges[8][9]
- Contra l'amor res no hi val (1931), comèdia en un acte
- Sinopsi mistralenca (1932), estudi

Obres presentades als Jocs Florals de Barcelona
- El relliscall (1928)
- La darrera tarambanada d'en Litus (1929)
- Vespertina. Fantasia (1930)
- L'omnipotència divina o Demostració de la grandesa de Déu (1930)
- La incògnita d'un prodigi (1930), 1r accèssit Copa Artística
- En Teri. Estampa de la Barcelona vuitcentista' (1930 i 1934)
- Cúmulus (1930, 1932, 1933 i 1934)
- Bola de neu (1932 i 1933)
- Sol ponent (1932)
- Entre la mort i la vida (1932)
- En el brancal de la vida (1932, 1933 i 1934)
- En la mansió del dolor. Capítol d'una novel·la (1933 i 1934)
- Claror de posta (1933 i 1934)